# Escòrnabueu
Escòrnabueu (en francès Escornebœuf) és un municipi francès situat al departament del Gers i a la regió d'Occitània.

## Demografia
| 1962                                       | 1968 | 1975 | 1982 | 1990 | 1999 | 2006 |
| ------------------------------------------ | ---- | ---- | ---- | ---- | ---- | ---- |
| 470                                        | 434  | 403  | 383  | 473  | 497  | 468  |
| Des de 1962: població sense dobles comptes |      |      |      |      |      |      |

## Administració
| Període   | Identitat        | Partit |
| --------- | ---------------- | ------ |
| 2001-2008 | Michel Stigliani |        |
| 2008-     | Sergine Ageorges |        |